# Jaguaribe (ort)
Jaguaribe är en ort i Brasilien.   Den ligger i kommunen Jaguaribe och delstaten Ceará, i den östra delen av landet, 1 500 km nordost om huvudstaden Brasília. Jaguaribe ligger 127 meter över havet och antalet invånare är 23 065.
Terrängen runt Jaguaribe är platt. Det finns inga andra samhällen i närheten.
Omgivningarna runt Jaguaribe är huvudsakligen savann. Runt Jaguaribe är det ganska glesbefolkat, med 32 invånare per kvadratkilometer.